# Iona (Écosse)
Pour les articles homonymes, voir Iona.
Iona est une petite île de l'ouest de l'Écosse située dans les mers intérieures de la côte ouest de l'Écosse, et faisant partie des Hébrides intérieures. À l'est, elle est séparée de l'île de Mull par le détroit d'Iona, large au minimum d'un kilomètre deux-cent-vingt mètres. L'île, avec 4,8 km du nord au sud et 2,4 km d'est en ouest, s'étend sur 800 hectares. Le point le plus élevé, Dun I, culmine à 101 m. L'île est reliée à sa voisine Mull via un ferry de Fionnphort à la petite agglomération de Baile Mor.

## Histoire

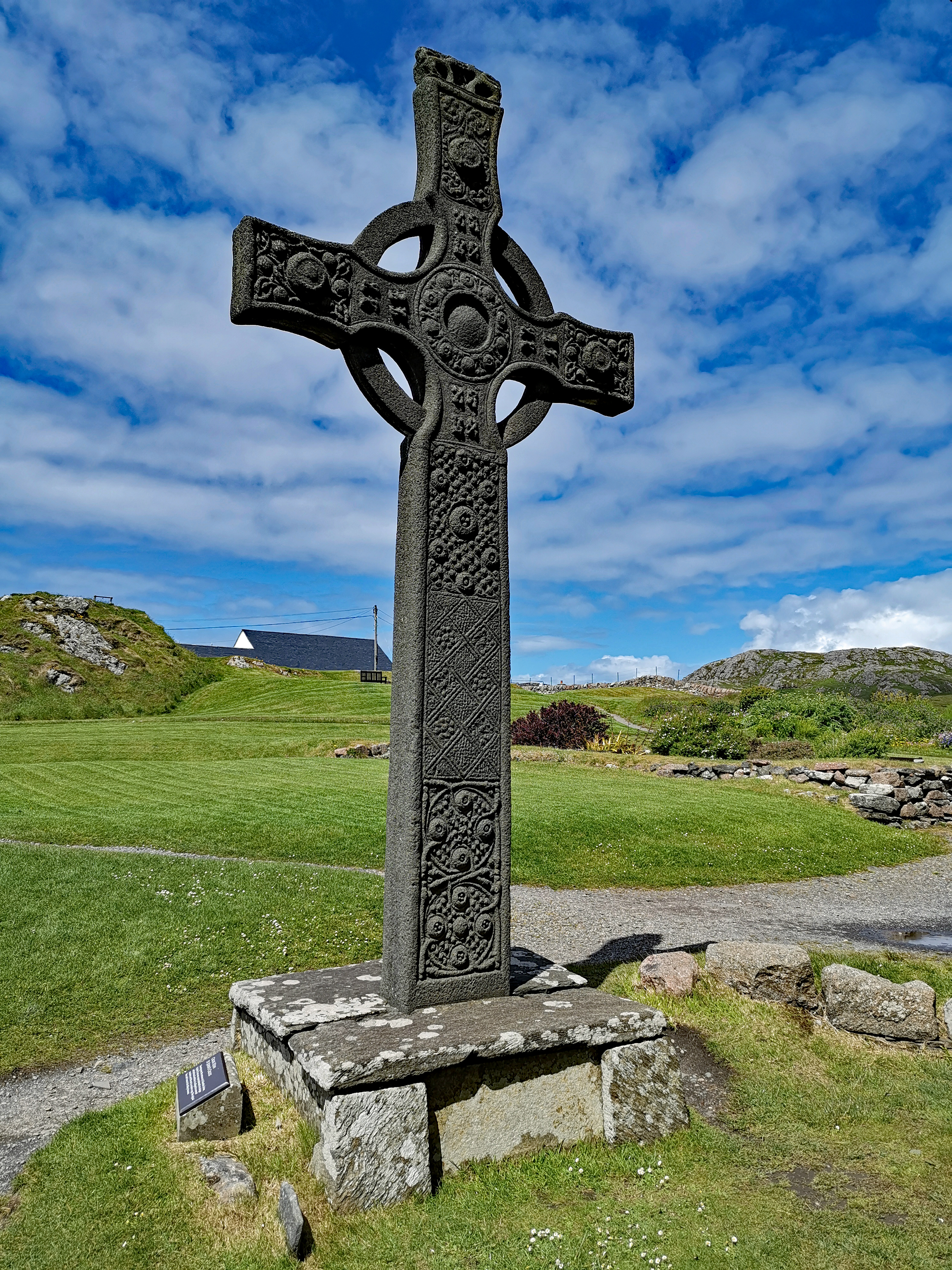
La croix celtique de MacLean, vestige des anciennes stations de prière pour les pèlerins venant sur l'île.

En 563, Colomba venant d'Irlande arrive sur l'île d'Iona avec douze compagnons, dont Odran d'Iona, et fonde un monastère qu'il va vouloir transformer en lieu de diffusion et de propagation de la foi chrétienne parmi les Pictes et les Scots.
Dès lors, l'île est le lieu des couronnements et des enterrements des rois scots. Le Livre de Kells est un manuscrit enluminé, on croit qu'il a été écrit par les moines d'Iona peu avant l'an 800. La chronique d'Irlande a été écrite environ vers l'an 740. Le monastère subit un raid viking dès 795, puis un autre en 802. En 806 les Vikings ont massacré 68 moines dans la baie des martyrs et les moines de Columba sont retournés en Irlande. Le monastère de Kells a perdu d'autres moines car certains ont fui pour établir des monastères en Belgique, en France et en Suisse. En 825, Blathmac (en) et d'autres moines ont dû retourner sur l'île d'Iona et ils furent en partie massacrés par des bandes de Vikings qui incendièrent l'abbaye. Malgré cet incident l'abbaye ne fut pas désertée et elle continua à avoir de l'influence et de l'importance, mentionnée encore lors de la mort d'un roi appelé Amlaíb Cuarán en 980. Colomban de Luxeuil, atteste l'existence d'une cloche dans le monastère de l'île d'Iona située dans les Hébrides intérieures en Écosse au Ve siècle.
En 1938, George MacLeod y a fondé une communauté œcuménique chrétienne.

## Dans la fiction
Dans le roman Le Rayon-Vert de Jules Verne, les héros visitent Iona aux chapitres 13 à 16. L'inspiration est romantique, les ruines de l'île propices à la rêverie. La jeune héroïne, Helena Campbell, soutient que l'Écosse en général et Iona en particulier sont le théâtre de l'apparition de lutins et autres démons familiers.
Dans le roman Le Nom de la Rose d'Umberto Eco (1980 et sorti traduit en français en 1982), un personnage enlumineur secondaire nommé Magnus de Iona est issu de cette île.
Dans le roman de Jean Raspail L'Anneau du pêcheur (1995), son cardinal est l'un des derniers à soutenir l'antipape Benoît XIII et ses successeurs.
Dans le roman La Pierre Sculptée (par Guillaume Prévost), le jeune Samuel Faulkner est projeté dans le temps alors qu'il recherche son père et atterrit sur Iona en l'an 800, alors menacée par les Vikings.
Le film d'animation Brendan et le secret de Kells (The secret of Kells), réalisé par Tomm Moore en 2009, a pour sujet principal les dernières étapes de la fabrication du Livre de Kells et fait référence à l'invasion des Vikings.
Dans le roman Le Dernier Message (2021) de Nicolas Beuglet, Grace Campbell, inspectrice résidant à Glasgow, doit se rendre sur l'île d'Iona afin de trouver l'assassin d'un résident du monastère.